# Троїцьке (Бузулуцький район)
Тро́їцьке (рос. Троицкое) — село у складі Бузулуцького району Оренбурзької області, Росія.

## Населення
Населення — 568 осіб (2010; 651 у 2002).
Національний склад (станом на 2002 рік):
- росіяни — 87 %